# Rourea adenophora
Rourea adenophora är en tvåhjärtbladig växtart som beskrevs av Sidney Fay Blake. Rourea adenophora ingår i släktet Rourea och familjen Connaraceae. Inga underarter finns listade i Catalogue of Life.